# Krzyżanowice (Silésie)
Pour les articles homonymes, voir Krzyżanowice.
Krzyżanowice est un village de la voïvodie de Silésie et du powiat de Racibórz. Il est le siège de la gmina de Krzyżanowice et comptait 2 005 habitants en 2008.